# Christian de Chalonge
Christian René Marcel Gillet de Chalonge, dit Christian de Chalonge és un director de cinema francès nascut el 21 de gener de 1937 a Douai al Nord.

## Biografia
Llicenciat a l'IDHEC, Christian de Chalonge es va convertir en l'assistent de diversos directors. El seu primer llargmetratge, O Salto (1968), que aborda la difícil situació dels treballadors immigrants, va guanyar el premi Jean-Vigo. Tres anys més tard va rodar L'Alliance, que Le Monde descriu com a una curiosa pel·lícula de fantasia atmosfèrica sobre el món animal.
Christian de Chalonge va aconseguir el seu major èxit amb L'Argent des autres, pel qual va rebre el 1978 el Premi Louis-Delluc, així com el César a la millor pel·lícula i el César a la millor direcció l'any següent.

## Filmografia parcial

### Cinema
- 1968: O Salto
- 1971: L'Alliance
- 1978: L'Argent des autres
- 1980: Malevil
- 1982: 40 graus latitud sud
- 1990: El cas del Doctor Petiot
- 1991: Le Voleur d'enfants
- 1996: Le Bel Été 1914
- 1997: Le Comédien

### Televisió
- 1974: Parcelle brillante, episodi de la sèrie Histoires insolites
- 1989: Le Château du pendu, episodi de la sèrie Les Dossiers secrets de l'inspecteur Lavardin
- 1990: Le Diable en ville, episodi de la sèrie Les Dossiers secrets de l'inspecteur Lavardin
- 1999: Maigret : Un meurtre de première classe, episodi de la sèrie Maigret (1991-2005)
- 2002: Maigret et le marchand de vin, episodi de la sèrie Maigret (1991-2005)
- 2002: Maigret chez le ministre, episodi de la sèrie Maigret (1991-2005)
- 2002: Maigret et la maison de Félicie, episodi de la sèrie Maigret (1991-2005)
- 2007: L'Avare - téléfilm
- 2008: Le Malade imaginaire - telefilm
- 2009: Le Bourgeois gentilhomme - téléfilm

### Ajudant de director
- 1962: Les Dimanches de Ville d'Avray de Serge Bourguignon
- 1964: La Vie à l'envers d'Alain Jessua
- 1967: The Sailor from Gibraltar de Tony Richardson
- 1971: Españolas en París de Roberto Bodegas
- 1972: État de siège de Costa-Gavras
- 1976: El desert dels tàrtars (Il Deserto dei Tartari) de Valerio Zurlini

### Guionista
- 1968: O Salto
- 1978: L'Argent des autres
- 1980: Malevil
- 1989: Tom et Lola
- 1990: El cas del Doctor Petiot
- 1991: Le Voleur d'enfants
- 1996: Le Bel été 1914

## Distincions
- 1978: Premi Jean-Le-Duc per L'Argent des autres
- 1979: César a la millor pel·lícula i César a la millor direcció per L'Argent des autres
- 1979: Nominació al César al millor guió original o adaptació per L'Argent des autres